# Angelina Pannek

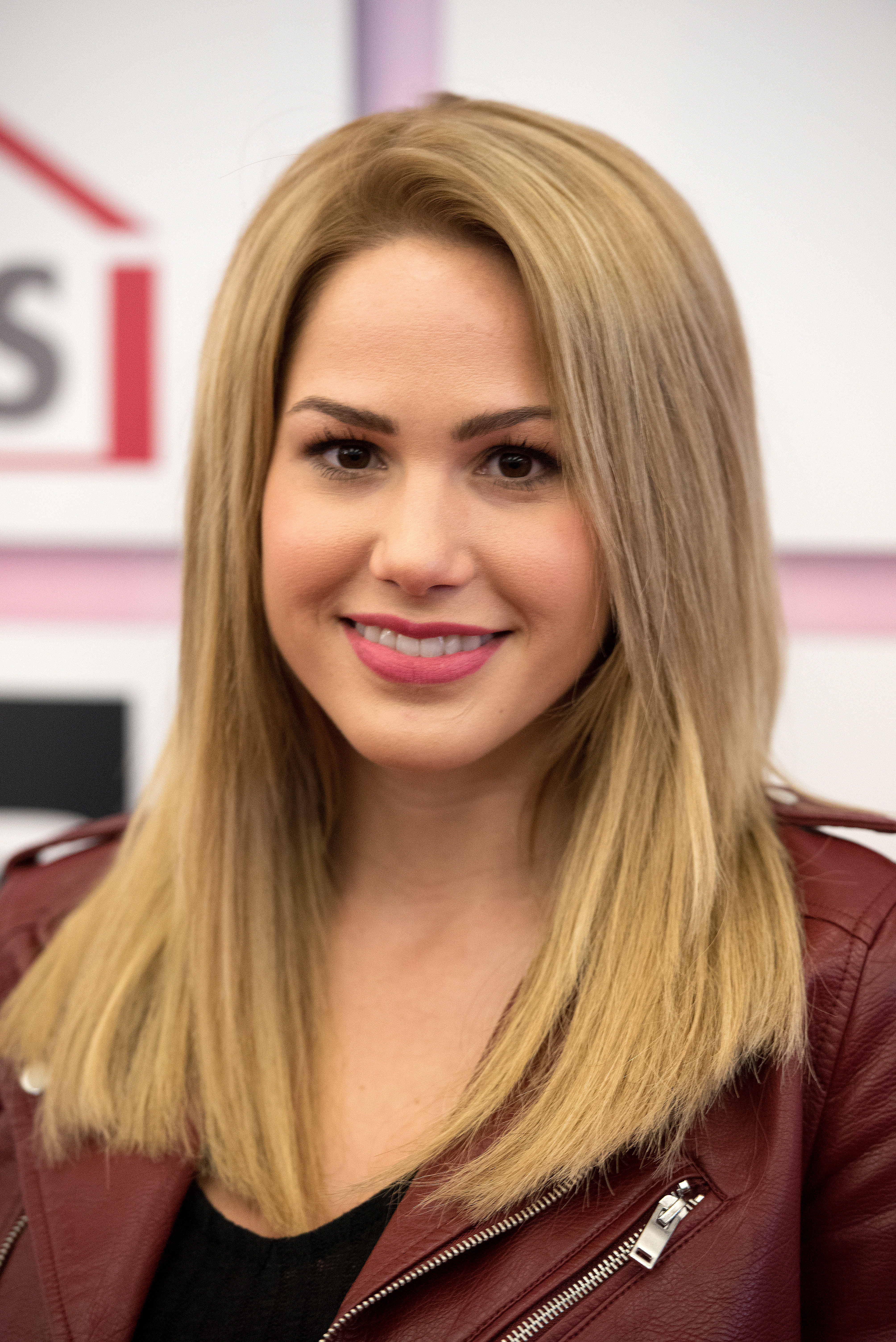
Angelina Pannek (2017)

Angelina Pannek (* 4. Februar 1992 in Berlin als Angelina Heger) ist eine deutsche Reality-Show-Teilnehmerin, Model und Influencerin. Sie wurde 2014 als Finalistin in der vierten Staffel der RTL-Fernsehshow Der Bachelor einem breiteren Publikum bekannt.

## Leben
Angelina Pannek wuchs mit einer Schwester auf. Von ihrem fünften Lebensjahr bis zum Abitur spielte sie auf hohem Niveau Handball. Eine Sportverletzung setzte ihrer Handballkarriere allerdings ein frühes Ende. 2011 machte sie ihr Abitur und absolvierte im Anschluss ein freiwilliges soziales Jahr in einem Kindergarten in Berlin. Aufgrund dieser Erfahrung begann sie im Februar 2013 ein Sozialpädagogikstudium an einer Berliner Universität.
2014 war sie Kandidatin in der vierten Staffel der RTL-Fernsehsendung Der Bachelor, in der sie den zweiten Platz hinter Katja Kühne erreichte. Nach weiteren Auftritten in RTL-Fernsehshows war sie vom 16. bis zu ihrem freiwilligen Ausstieg am 23. Januar 2015 Teilnehmerin der RTL-Sendung Ich bin ein Star – Holt mich hier raus!. In der Ausgabe 2/2015 des deutschen Playboys ist eine Fotostrecke mit ihr und Sara Kulka unter dem Titel „Dschungel-Duell“ zu sehen. Nach dem Dschungelcamp brachte sie eine eigene Modekollektion heraus und war kurzzeitig auch als DJ tätig. Pannek betreibt als Influencerin einen Instagram-Account mit über 752 000 Abonnenten (Stand: März 2022), auf dem sie mit Produktplatzierungen wirbt.
Von Januar bis Juni 2016 war sie in einer Beziehung mit Rocco Stark, mit dem sie auch in der RTL-Reality-Show Das Sommerhaus der Stars – Kampf der Promipaare antrat. Das Paar schied als erstes aus. Von September bis November 2016 war sie in einer Beziehung mit dem Ex-„Bachelor“ Leonard Freier. Seit April 2020 ist sie mit Sebastian Pannek verheiratet. Im Juni 2020 wurden sie Eltern eines Sohnes, im September 2022 Eltern einer Tochter und im August 2024 wurden sie erneut Eltern eines Sohnes.

## Varia
2020 wurde ihr bei der Edel Verlagsgruppe erschienenes Buch Your Body, Your Decision veröffentlicht.

## Filmografie
- 2014: Der Bachelor (RTL)
- 2014: Das perfekte Promi-Dinner (VOX)
- 2014: Promi Shopping Queen (VOX)
- 2015: Gastrolle Berlin Models (RTL)
- 2015: Ich bin ein Star – Holt mich hier raus! (RTL)
- 2015: Das perfekte Promi-Dinner Dschungelspecial (VOX)
- 2015: Ich bin ein Star – Lasst mich wieder rein! "SOMMERDSCHUNGELCAMP 2015" (RTL)
- 2016: Das Sommerhaus der Stars – Kampf der Promipaare (RTL)
- 2016: Die große ProSieben Völkerball Meisterschaft / Siegermannschaft-Team Bachelor (ProSieben)
- 2016: Projekt Paradies: Heilfasten unter Palmen (Pro7)
- 2016: Jungen gegen Mädchen (RTL)
- 2017: Die große ProSieben Völkerball Meisterschaft (ProSieben)
- 2019: Big Bounce – Die Trampolin Show (RTL)
- 2020: Promi Shopping Queen (VOX)
- 2020: Das große Promibacken (Sat.1)